# レングヴェニス・アルギルダイティス
レングヴェニス・アルギルダイティス（リトアニア語：Lengvenis Algirdaitis, 1360年頃 - 1431年以後）は、リトアニア大公国の統治者アルギルダスと、その2番目の妻ウリヤナ・トヴェリスカヤの間の息子の一人。ノヴゴロド共和国の勤務公（在位：1389年 - 1392年、1406年 - 1411年）。有能な軍事指導者であった。

## 生涯
レングヴェニスは1387年にリトアニアの軍勢の一部を率いてドイツ騎士団と戦った。1389年、レングヴェニスは兄のリトアニア大公・ポーランド王ヨガイラからノヴゴロドの摂政に任命され、1392年まで務めた。彼はノヴゴロドの勤務公となる際、正教に改宗してシメオナス（Simonas）と名乗った。レングヴェニスが1392年にノヴゴロド公を退いた後、ヴィータウタスはレングヴェニスをムシチスラウ公に任命した。1406年から1411年まで、レングヴェニスは再びヴィータウタスによりノヴゴロド公に任じられた。ノヴゴロドの支配者として、彼はプスコフ共和国、リヴォニア騎士団、スウェーデンと戦った。
1410年、レングヴェニスはグルンヴァルトの戦いに参加し、スモレンスクから招集された3つの隊を率いて戦った。そのうちの1隊はレングヴェニスの息子ユルギスが指揮していた。レングヴェニスは1411年の第一次トルンの和約の調印に加わっている。レングヴェニスはモスクワ大公ドミトリー・ドンスコイの娘マリヤ・ドミトリーエヴナと結婚した。

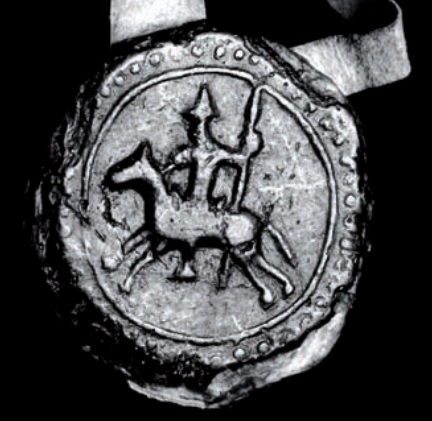
レングヴェニスの印章（1379年）